# Pseudomastinocerus tinalandicus
Pseudomastinocerus tinalandicus är en skalbaggsart som beskrevs av Wittmer 1976. Pseudomastinocerus tinalandicus ingår i släktet Pseudomastinocerus och familjen Phengodidae. Inga underarter finns listade i Catalogue of Life.